# Johann Christian von Weiß

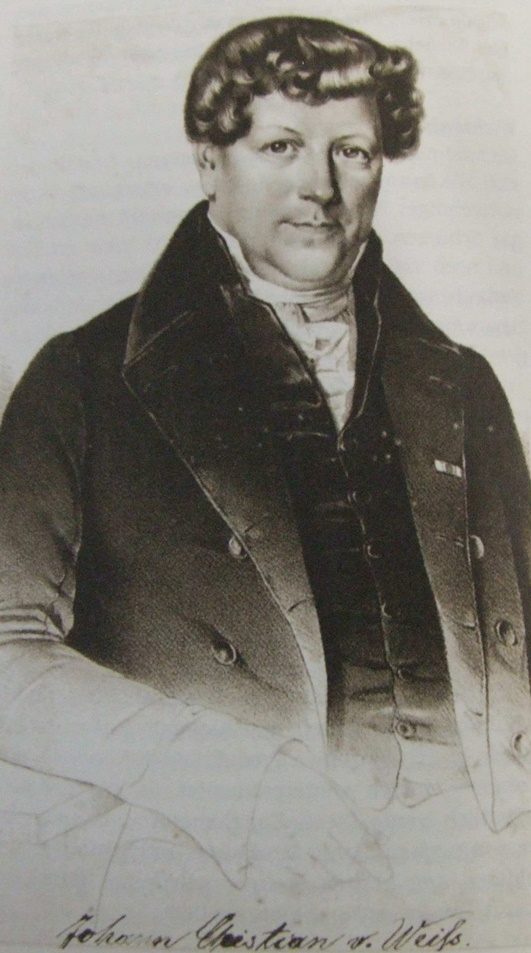
Johann Christian von Weiß (ca. 1840)

Johann Christian von Weiß (bis 1836 Johann Christian Weiß; * 1779 in Langensalza; † 1850 in Laar) war ein deutscher Textilunternehmer.

## Leben

### Familie
Er stammte aus „bürgerlicher, altangesehener Kaufherrenfamilie“. Sein Vorfahre Elias Weiß (1618–1688) war aus Schweidnitz in Schlesien nach Bad Langensalza zugewandert und hatte dort 1651 eine Elisabeth Weißensee geheiratet. Sein Großvater Johann Christian Weiß sen. (1703–1784) war Großkaufmann, zeitweilig Bürgermeister, hatte 1740 mit der Salzstraße 2–3 eines der prächtigsten Häuser der Stadt erworben und Friedrich Gottlieb Klopstock als Hauslehrer für seine zwei Söhne angestellt.

### Ausbildung und Wanderschaft
Nach seiner Schulzeit absolvierte er „eine kaufmännische Ausbildung im Kontor seines Vaters“. 1799 reiste er durch England und Frankreich, unter anderem auch um „die Einrichtungen und Arbeitsweise der dortigen Spinnereien“ zu studieren.

### Gründung der Spinnerei in Langensalza
Er kehrte 1802 zurück nach Langensalza und richtete eine kleine Baumwollspinnerei zu Versuchszwecken ein. Zudem erwarb er Schloss Laar bei Zierenberg in Kurhessen, wo Schafe gehalten und Wolle produziert wurde.
1804 gründete er ein Textilunternehmen mit dem Namen Johann Christian Weiß jun. und nahm später bei Ausbreitung des Unternehmens seinen Vater und seinen Onkel Christian August als Teilhaber unter der Firma Weiß jun. & Co. auf. Er heiratete Sophia Polex (* 1790 in Langensalza). Zwischen 1817 und 1820 erbaute Weiß eine maschinelle Kammgarnspinnerei in der Langensalzaer Obermühle als „eine der ersten in Deutschland“. Die benötigten Maschinen waren „zum großen Teil nach eigene Konstruktionsangaben gebaut, wozu dürftig vorhandene Unterlagen dienten“, dadurch waren die Maschinen „von sehr primitiver Natur“. Weiß widmete sich mit „besonderer Hingabe“ der Maschinenkonstruktion und „war ständig bestrebt, Verbesserungen der Funktionsweise zu erreichen“.

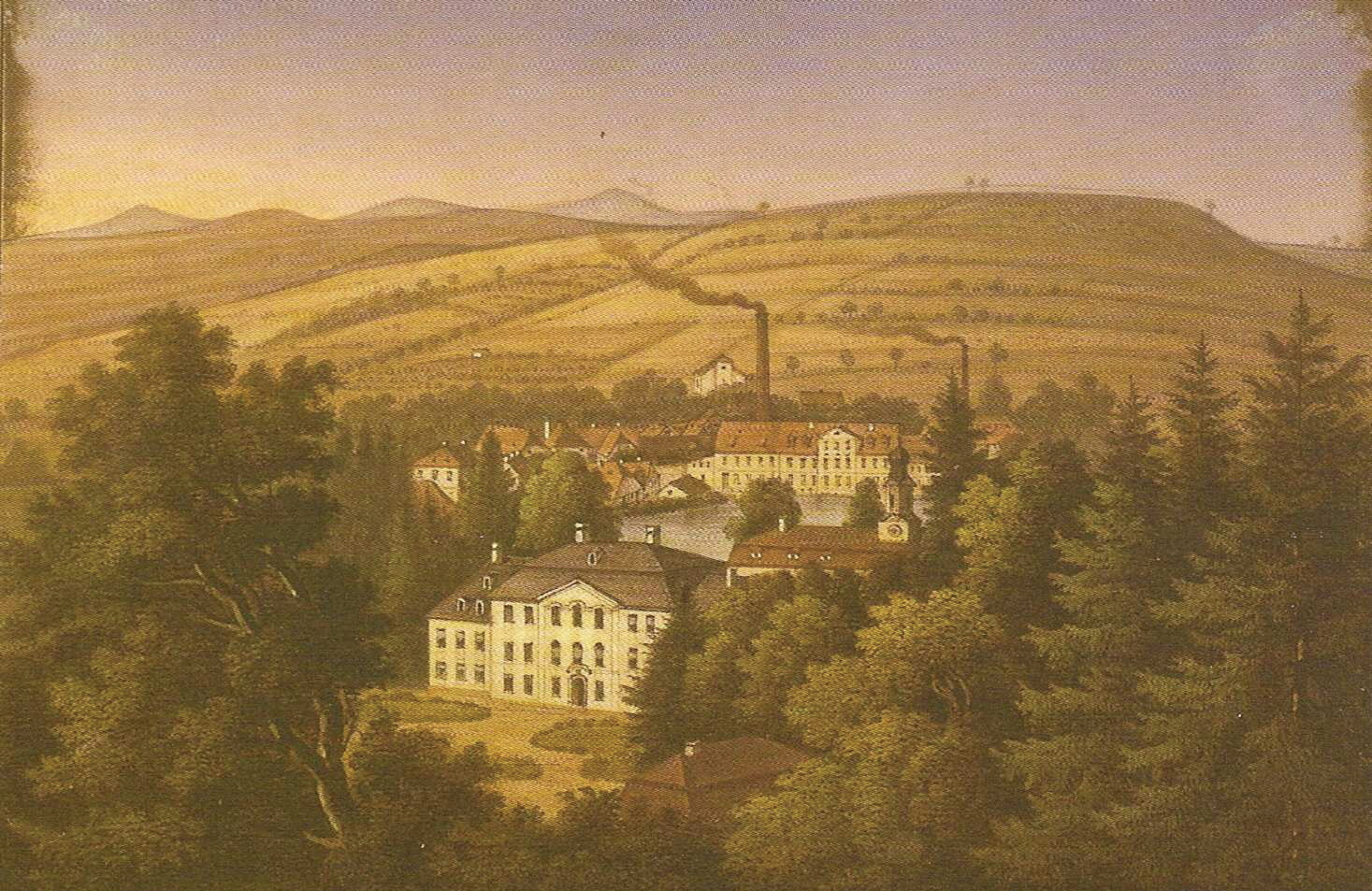
Altgouachierte Lithografie vom Glücksbrunner Schloss (ca. 1850)

### Gründung weiterer Fabriken in Glücksbrunn u. a.
1824 erwarb er von der Meininger Landesregierung „die dem Herzog in Glücksbrunn zustehenden Besitzungen“. Im Vertrag vom 8. Mai 1824 wurde ihm das „sogenannte Schloß oder herrschaftliche Haus, das im Jahr 1703 von dem königlich polnischen und kursächsischen Hofrat Friedrich Trier erbaut worden war, mit darangrenzendem Garten mit Quelle und Grotte, ferner der Lange Bau mit Uhr und Glocken nebst Hintergebäuden, sowie die Kupferschmelze, die Mahlmühle, die alte Schmiede, die beiden Teile und das Pochwerk, nebst zugehörigen Wasserläufen und allem weiteren Zubehör“ verkauft. Weiß ersetzte das eingehende Glücksbrunner Berg- und Hüttenwerk durch eine rasch aufblühende Industrie und gründete eine Maschinen- und Kammwollspinnerei in den Gebäuden des Blaufarbenwerkes unter der Firmenbezeichnung Chr. Weiß sen.
Zwei Jahre später verließ er seine Heimatstadt Langensalza endgültig und zog nach Glücksbrunn. Dort kam im August 1827 die erste Dampfmaschine zum Einsatz. Auf Grund der ausgezeichneten Qualität waren die Erzeugnisse der Spinnerei sehr gefragt. „Der Absatz war auf hohem Niveau stabil und es konnten gute Gewinne erzielt werden.“ 1834 gründete er eine weitere Kammgarnspinnerei in Niederschmalkalden, aus der später die Kammgarnspinnerei Wernshausen hervorging. Eine weitere Fabrik entstand in Wanfried. Er erwarb auch das Kohlebergwerk zu Neuhaus am Rennsteig. Zudem war er Erb- und Gerichtsherr zu Günthersleben und Laar.

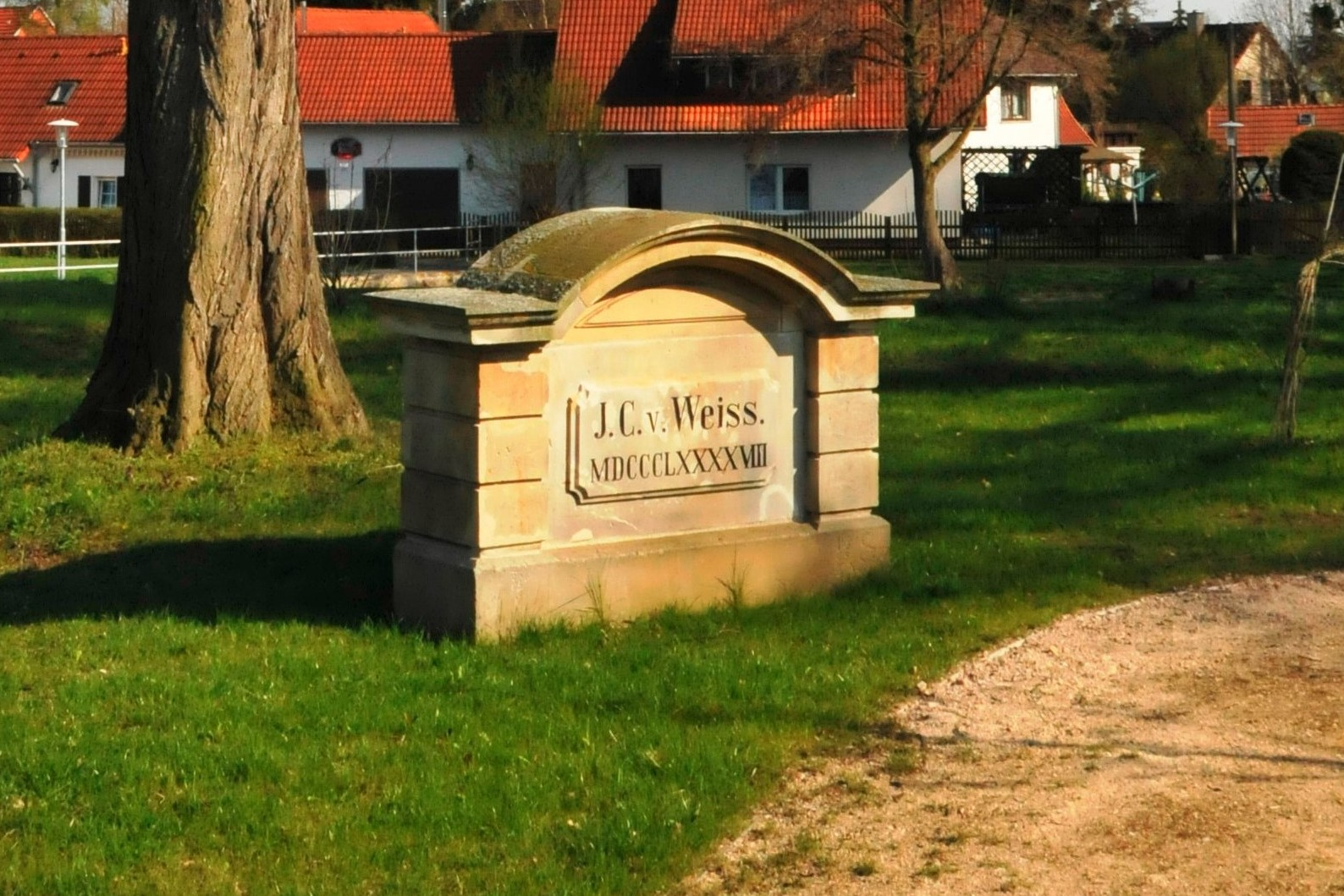
Gedenkstein in Günthersleben

Er starb im April 1850 in Laar.

### Nachwirken
Danach erbte sein Sohn Johann Christian von Weiß jun. die Unternehmen und wurde zum Kammerherrn des Herzogtums Sachsen-Meiningen erhoben. Unter seiner Leitung kam das Werk Glücksbrunn in den 1870er Jahren zu seiner Blüte. Seine 1840 geschlossene Ehe mit Caroline von Starck († 1909), Tochter des Kasseler Kriegsrats Wilhelm August von Starck, blieb kinderlos. Die Familie Weiß unterstützte einigen Bauten und Stiftungen im Ort Schweina finanziell, so zum Beispiel den Neubau der Schule, die Friedhofskapelle und die Armenkasse. 1896 wandelte von Weiß jun. auf Grund der Ausbreitung des Geschäfts die Kammgarnspinnerei Glücksbrunn in eine selbstständige Aktiengesellschaft um. Er starb dort im November 1901.

## Auszeichnungen und Ehrungen
- 1836 Erhebung in den Adelsstand als Ritter des Ernestinischen Hausordens.
- 1898 Errichtung eines Denkmals für ihn im ehemaligen Schlosspark von Günthersleben.
- Benennung der „Johann-Christian-Weiß-Straße“ in Schweina nach ihm.